# Tsuno-jinja
Tsuno-jinja (都農神社) est un sanctuaire shintô (神社, jinja) se situant dans la ville de Tsuno, préfecture de Miyazaki (Japon). Il est dédié au kami Ōkuninushi, créateur de nations, de l'agriculture, des affaires et de la médecine.